# Escualosa thoracata
Escualosa thoracata és una espècie de peix pertanyent a la família dels clupeids.

## Descripció
- Pot arribar a fer 10 cm de llargària màxima (normalment, en fa 8).
- 13-21 radis tous a l'aleta dorsal i 14-19 a l'anal.[3][4]

## Reproducció
Té lloc entre l'octubre i el febrer (principalment, des del novembre fins al gener) a la costa occidental de l'Índia.

## Alimentació
Menja zooplàncton (com ara, copèpodes, ous de peixos i larves de bivalves) i fitoplàncton.

## Hàbitat
És un peix d'aigua dolça, salabrosa i marina; pelàgic-nerític; amfídrom i de clima tropical (27°N-22°S, 64°E-151°E) que viu entre 0-50 m de fondària.

## Distribució geogràfica
Es troba des del nord de l'Índic (entre Karachi -el Pakistan- i Yangon -Myanmar-) fins a Tailàndia, Indonèsia (el mar de Java), les illes Filipines, Papua Nova Guinea i Austràlia.

## Longevitat
La seua esperança de vida és d'1 any.

## Ús comercial
Es comercialitza fresc i en salaó.

## Observacions
És inofensiu per als humans.